# Mia Biondić
Mia Biondić (Zagreb, 7. travnja 1986.) hrvatska je kazališna, televizijska i filmska glumica.

## Filmografija

### Televizijske uloge
- "Kumovi" kao predstavnica Ruija (2025.)
- "Markov trg" kao Zrinka Francetić (2014.)
- "Nedjeljom ujutro, subotom navečer" kao prodavačica u cvjećarni (2012.)
- "Špica" kao Zeky (2011.)
- "Pod sretnom zvijezdom" kao Dina Nikolić (2011.)
- "TV vrtić" kao Mia Biondić (2010. – 2012.)
- "Luda kuća" kao Maja (2009.)

### Filmske uloge
- "Posljednji Bunar" kao majka (2016.)
- "Kratki spojevi" kao Nera (2013.)
- "Hitac" kao Morana (2013.)
- "Simon Čudotvorac" kao Sandra (2013.)
- "7 seX 7" kao Ona (2011.)
- "9. ožujak" (2010.)
- "Mala noćna muzika" kao Ludwigova asistentica (2008.)

### Sinkronizacija
- "Psići u ophodnji: Film" kao Kendra Wilson (2021.)
- "Tvornica snova" kao Jenny (2021.)
- "Ljepotica i zvijer" kao Bel (dijalog) (2017.)
- "Zvončica i gusarska vila" kao Zarina (2014.)
- "Zemlja daleke prošlosti 4: Putovanje kroz zemlju magle" kao dugovrat Ela (2002.)
- "Američka priča 2: Miš na Divljem Zapadu" kao Mišurka Mosković (2002.)
- "Američka priča" kao Mišurka Mosković (2002.)

## Vanjske poveznice
- Mia Biondić u internetskoj bazi filmova IMDb-u (engl.)
- Stranica na Mala scena.hr  Arhivirana inačica izvorne stranice od 30. studenoga 2010. (Wayback Machine)